# Welsh Rugby Union
Die Welsh Rugby Union, kurz WRU, walisisch Undeb Rygbi Cymru, ist der nationale Sportverband für Rugby Union und Siebener-Rugby in Wales. Der im Jahr 1881 gegründete Verband hat seinen Sitz beim Millennium Stadium in Cardiff. Seit 1987 vertritt er Wales beim Weltverband World Rugby und seit 1999 beim Kontinentalverband Rugby Europe.

## Aufgaben

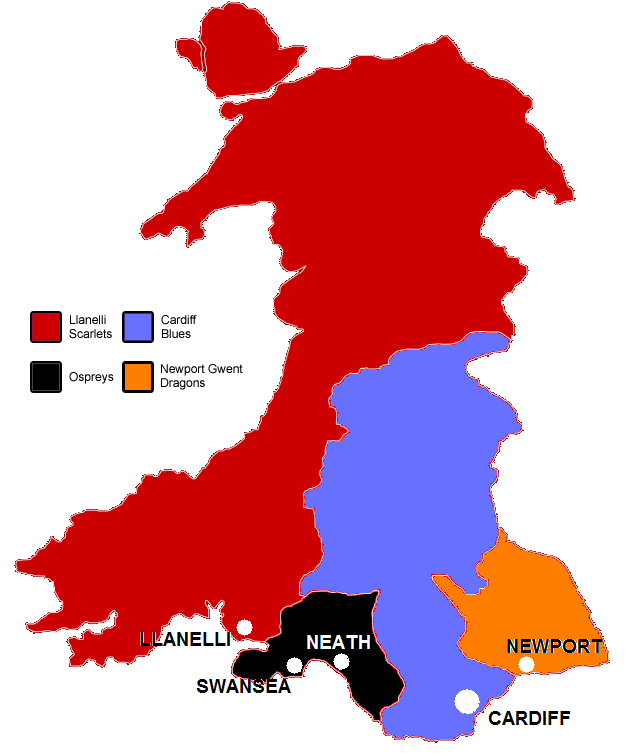
Walisische Rugby-Regionen

Die Welsh Rugby Union ist verantwortlich für den Spielbetrieb in den verschiedenen walisischen Ligen, die Aufsicht über 293 Vereine (insgesamt rund 70.000 lizenzierte Spieler), die walisischen Nationalmannschaften der Männer, Frauen und Jugend sowie die Ausbildung von Trainern, Schiedsrichtern und Spielern. Der Verband ist auch Besitzer des Millennium Stadium in Cardiff. Neben der eigentlichen Nationalmannschaft ruft die WRU weitere Auswahlmannschaften zusammen. Die Wales A bilden die zweite Mannschaft von Wales, bestritten seit 2000 jedoch kein Spiel mehr. Daneben organisiert der Verband das Kinder- und Jugend-Rugby in Wales. Kinder und Jugendliche werden bereits in der Schule an den Rugbysport herangeführt und je nach Interesse und Talent beginnt dann die Ausbildung. Für Schüler gibt es die Nationalmannschaft der Schoolboys, die sich als Vorstufe zur Nationalmannschaft entwickelt hat. Wie andere Rugbynationen verfügt Wales über eine U-20-Nationalmannschaft, die an den entsprechenden Six Nations und Weltmeisterschaften teilnimmt. Ebenso ist die Welsh Rugby Union verantwortlich für die walisische Siebener-Rugby-Union-Nationalmannschaft und da Siebener-Rugby eine olympische Sportart ist, arbeitet sie hier mit dem British Olympic Association zusammen.
Der Verband organisiert auch den nationalen Spielbetrieb. Der Verband ist im Besitz von vier Franchisen in der United Rugby Championship, die ein bestimmtes geographisches Gebiet abdecken. Es sind dies Cardiff Rugby, Scarlets, Dragons RFC und Ospreys. Jede dieser Mannschaften darf jederzeit Spieler in ihren Kader aufnehmen, die bei Vereinen in dem ihr zugewiesenen Gebiet unter Vertrag stehen. Diese vier Mannschaften nehmen an der professionellen Liga United Rugby Championship teil, zusammen mit zehn anderen Mannschaften aus Irland, Italien, Schottland und Südafrika. Darunter ist die Welsh Premier Division angesiedelt, an der zwölf Mannschaften teilnehmen. Der United Rugby Championship übergeordnet sind die zusammen mit Mannschaften aus England, Frankreich, Irland, Italien, Schottland und Südafrika ausgetragenen internationalen Pokalwettbewerbe European Rugby Champions Cup und EPCR Challenge Cup.
Die Welsh Rugby Union richtet auch regelmäßig internationale Turniere aus. So war sie bereits Gastgeber der Weltmeisterschaften 1991 und 1999 (zusammen mit den anderen damaligen Five Nations), sowie den Weltmeisterschaften 2007 (zusammen mit Frankreich und Schottland) und 2015 (zusammen mit England). Außerdem waren sie Gastgeber der Frauen-Rugby-Union-Weltmeisterschaft im Jahr 1991. Zusammen mit der Rugby Football Union, Fédération française de rugby, der Federazione Italiana Rugby, der Irish Rugby Football Union und der Scottish Rugby Union ist die WRU zuständig für die Organisation der jährlichen Six Nations und der Frauen-Six-Nations, der wichtigsten Rugby-Union-Turniere der Nordhemisphäre.
Als größte Ehre für walisische Spieler gilt es, alle paar Jahre mit den British and Irish Lions auf Tour in die Südhemisphäre zu gehen, um gegen die All Blacks aus Neuseeland, die Springboks aus Südafrika oder die Wallabies aus Australien anzutreten.

## Geschichte

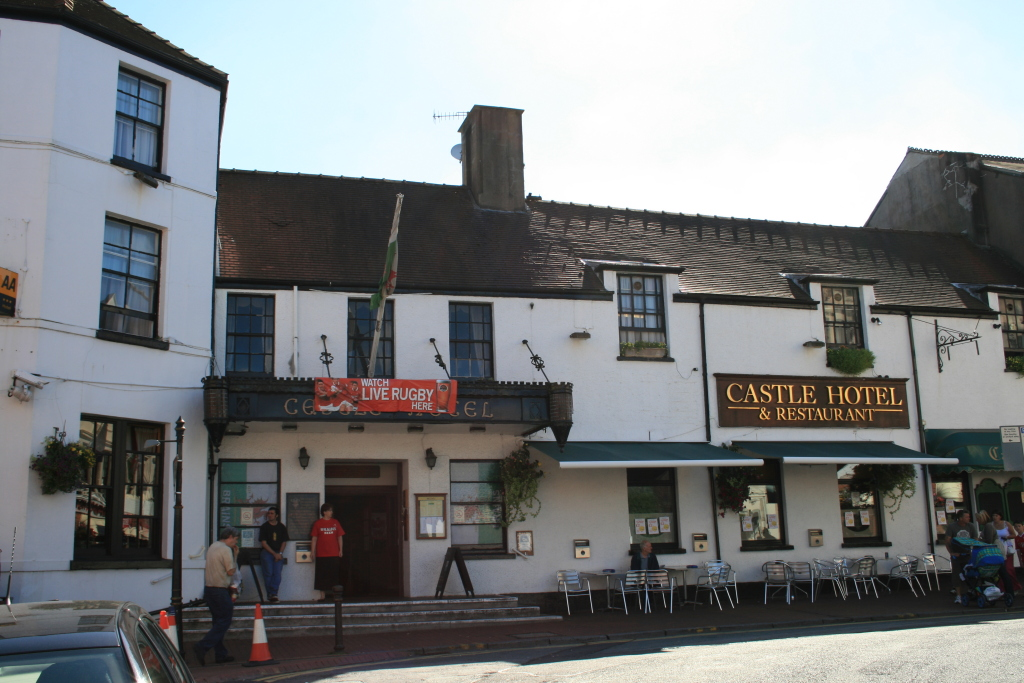
Das Castle Hotel in Neath, in 1881 dem die WRU gegründet wurde

Erster walisischer Verband war die 1878 gegründete South Wales Football Union (SWFU). Ihre Aufgabe war es, den Spielbetrieb besser zu organisieren und eine Mannschaft für internationale Begegnungen aufzustellen. Am 19. Februar 1881 fand ein Spiel der SWFU-Auswahl gegen die englische Nationalmannschaft statt. Nach der klaren Niederlage der Waliser erkannten die Verantwortlichen, dass eine bessere Organisationsstruktur notwendig war.
Wann genau die WRU gegründet wurde, ist umstritten. Im März 1880 sollen sich Vertreter von neun Vereinen im Tenby Hotel in Swansea mit der Absicht getroffen haben, einen Verband zu bilden. Allerdings existiert von dieser Sitzung kein Protokoll. Als wahrscheinlicheres Gründungsdatum gilt der 12. März 1881, als sich im Castle Hotel in Neath Vertreter von elf Vereinen trafen. Die Gründungsvereine der Welsh Football Union (wie der Verband damals noch hieß) waren Swansea RFC, Pontypool RFC, Newport RFC, Merthyr RFC, Llanelli RFC, Bangor RFC, Brecon RFC, Cardiff RFC, Lampeter RFC, Llandovery RFC und Llandeilo RFC. Kurioserweise war kein Vertreter des Neath RFC, des ältesten walisischen Vereins, bei der Versammlung anwesend, obwohl diese in Neath stattfand.
1886 gründete der Verband zusammen mit der Irish Rugby Football Union (IRFU) und der Scottish Rugby Union (SRU) den International Rugby Football Board (IRFB, heute World Rugby). 1934 erfolgte die Umbenennung in Welsh Rugby Union. Die WRU trat 1999 dem europäischen Kontinentalverband FIRA-AER (heute Rugby Europe) bei.

## Logo
Auf dem walisischen Trikot ist die Badge des Prince of Wales aufgestickt. Die Straußenfedern im Badge wurden von der WRU im 19. Jahrhundert anstelle eines anderen walisischen Symboles, dem Lauch, ausgewählt, um die Loyalität gegenüber dem Vereinigten Königreich zu unterstreichen. 1991 ersetzte die WRU das ursprünglich generische Motiv durch ein mehr stilisiertes, um das Logo markenrechtlich schützen lassen zu können. Das ursprüngliche Motto unter den Straußenfedern lautete Ich dien, wurde im neuen Entwurf jedoch durch die Initialen „WRU“ ersetzt.